# Crocoideae

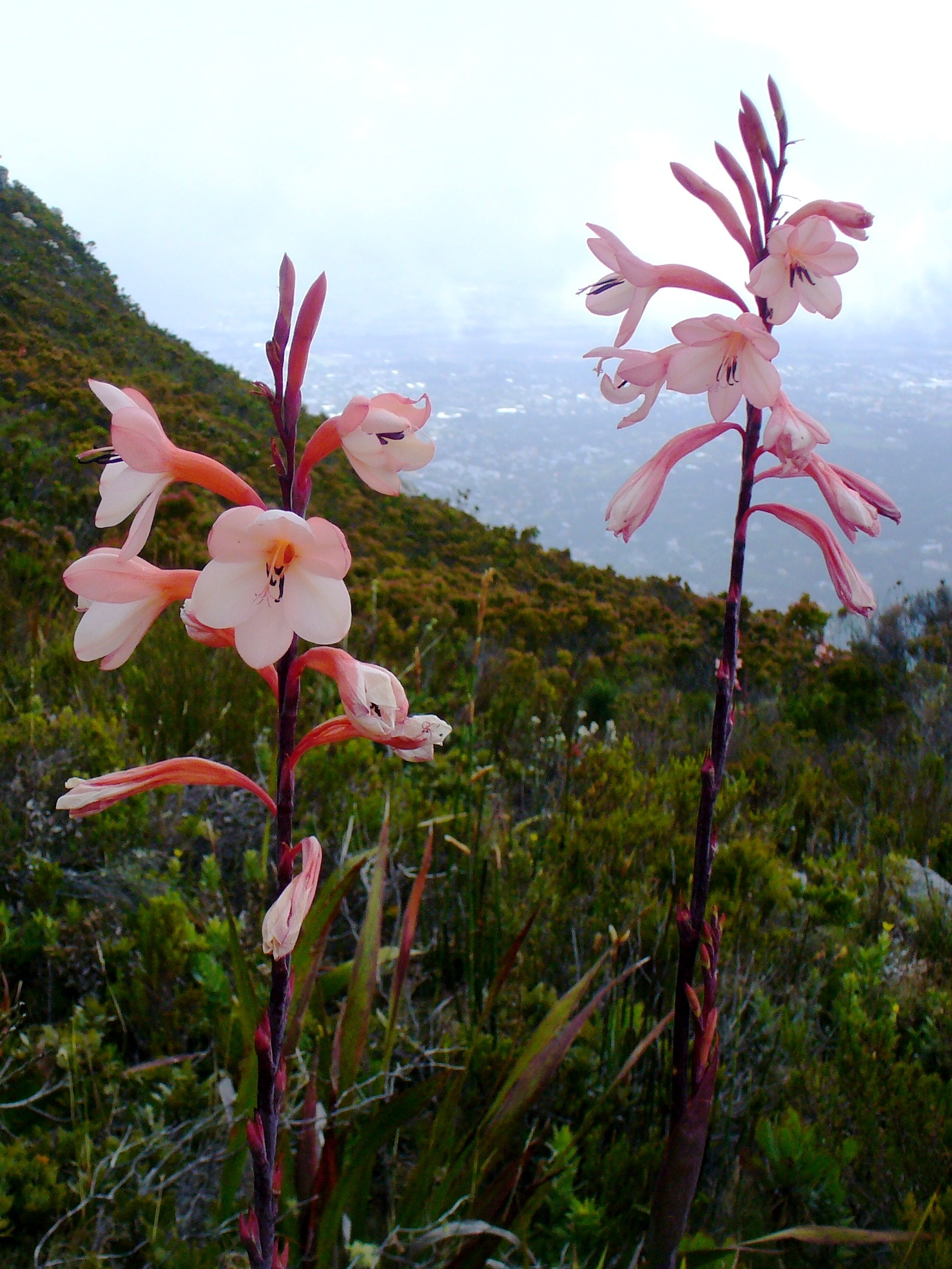
Watsonia tabularis.

Crocoideae é uma das maiores subfamílias da família Iridaceae que agrupa um diversificado conjunto de géneros de plantas herbáceas perenes amplamente distribuído no Paleotropis, principalmente na África, mas com espécies de alguns géneros, especialmente Romulea e Gladiolus, que são nativas da Eurásia. Muitas das espécies são utilizadas com ornamentais ou para produção de flores de corte.

## Descrição
Crocoideae é uma das sete subfamílias nas quais se subdivide presentemente a família das iridáceas (Iridaceae). A subfamília contém plantas amplamente distribuídas no Velho Mundo, principalmente na África, mas com espécies (como alguns membros dos géneros Romulea e Gladiolus) que são nativas de Europa e Ásia. Alguns exemplos são Romulea bulbocodium, Romulea columnae e Gladiolus italicus.
Esta subfamília compreende cerca de 995 espécies (aproximadamente metade da totalidade das especies da família Iridaceae), e apresenta caracteres derivados tanto a nível de anatomia foliar, exina polínica, flavonoides e inflorescências. Tipicamente, as espécies desta subfamilia apresentam as tépalas unidas formando um tubo, as flores apresentam simetría bilateral (menos frequentemente radial), os estilos não são petaloideos e o órgão subterrâneo de reserva é um cormo (raramente um rizoma).
Como o resto das Iridaceae, os membros desta subfamília têm as típicas folhas em forma de espada (ensiformes). A base da planta é geralmente um cormo. As flores, que às vezes têm cheiro, são agrupadas em inflorescências e apresentam seis tépalas. O néctar é produzido principalmente na base da flor em glândulas situadas em torno do ovário, onde a flor forma uma extremidade tubular. Em algumas espécies, essa estrutura não existe e a planta apenas fornece pólen para atrair os insectos polinizadores.
O ovário é tri-locular e contém muitas sementes com morfologias diferentes nos diveros membros. Às vezes a semente tem uma pelagem fina e delicada, como em Gladiolus, e em outros casos é preta e com uma pelagem dura, como em Babiana. Muitas vezes é semelhante a um grão arredondado, mas às vezes é circular ou semicircular.
Muitas espécies deste grupo estão entre as plantas ornamentais mais conhecidas em jardins ou em vasos. Alguns bons exemplos são os membros dos géneros Freesia, Ixia, Crocosmia e Gladiolus, entre muitas outras flores populares.

## Taxonomia
Os géneros que constituem esta subfamília são predominantemente da África Austral, região onde o agrupamento tem o seu centro de diversidade, incluindo os géneros mais conhecidos da família, tais como  Ixia, Gladiolus, Crocus, Freesia e Watsonia. Os géneros Oenostachys, Homoglossum, Anomalesia e Acidanthera, tradicionalmente considerados géneros independentes, foram incluidos dentro de Gladiolus.
Na sua presente circunscrição taxonómica a subfamília Crocoideae inclui os seguintes tribos e géneros:
- Tribo Tritoniopsideae
  - Tritoniopsis
- Tribo Watsonieae
  - Cyanixia
  - Lapeirousia
  - Micranthus
  - Pillansia
  - Savannosiphon
  - Thereianthus
  - Watsonia
  - Zygotritonia
- Tribo Gladioleae
  - Gladiolus
  - Melasphaerula
- Tribo Freesieae
  - Crocosmia
  - Devia
  - Freesia
  - Xenoscapa
- Tribo Croceae
  - Afrocrocus
  - Babiana
  - Chasmanthe
  - Crocus
  - Dierama
  - Duthieastrum
  - Geissorhiza
  - Hesperantha
  - Ixia
  - Radinosiphon
  - Romulea
  - Sparaxis
  - Syringodea
  - Tritonia